# Concerto da chiesa
Concerto da Chiesa is de muzikale aanduiding voor een concerto dat (oorspronkelijk) in kerken of andere "geloofsgebouwen" (bijvoorbeeld kapellen) uitgevoerd dient te worden.
Het is de tegenhanger van Concerto da camera, dat zijn concerten die (oorspronkelijk) in concertzalen of bijvoorbeeld in huis uitgevoerd dienen te worden.
Voorbeelden:
- Concerto da Chiesa van George Dyson;